# エスケイネット
エスケイネット株式会社(SKnet)は、神奈川県横浜市港北区にあるパソコンの周辺機器製造・開発・販売会社。海外製品の国内総代理店となった後、自社開発製品のパソコン用のTVチューナーを一貫して販売。自社開発できる強みを生かし、時にはMonsterTV P2H、MonsterTV Pocket、MonsterTV HDUなどの「世界初」の商品を世に送り出している。近年では、パソコン周辺機器のみならず、小型テレビ、テレビが聴けるラジオ、デジタルサイネージ製品など、自社開発技術を生かし多方面への展開をしている。1995年設立。

## 概要
主にビデオキャプチャ関連製品で知られる。地上アナログ放送、地上デジタルチューナーボード「MonsterTV」シリーズは、パソコン自作ユーザーを中心に高い知名度を持つ。ビデオキャプチャ製品は、「MonsterX」シリーズの名でラインナップされ、秋葉原界隈でとても有名。PlayStation・PlayStation 2のコントローラをPCに接続するアダプタ「Smart Joy Pad」シリーズなどがある。

## 沿革
- 2000年 国内初　HWエンコードTVキャプチャユニットHaupauge「WinTV　PVR for PCI/USB」発売
- 2001年 自社開発製品出荷開始
- 2001年 インターネット用画像配信ソフト「生放送」シリーズ発売
- 2001年 MonsterTVキャプチャボード「MonsterTV」発売
- 2002年 世界初　USB2.0対応TVキャプチャユニット「 MonsterTV P2H 」発売
- 2003年 PCカード型キャプチャユニット「MonsterVR Mobile」発売（国内大手、欧州、台湾ベンダーにOEM採用）
- 2007年にごく短期間だけ製造されたアナログハイビジョンキャプチャボード「Monster X」が一部で人気を集めた[1]。
- 2006年 ワンセグフル機能搭載 Card Bus対応PCカード「MonsterTV 1D（モンスターTVワンディ）」発売
- 2007年 世界初　パソコン用地上デジタル放送チューナーユニット「MonsterTV HDU」を発売
- 2009年 地上デジタルチューナー内蔵13.3型液晶ハイビジョンテレビ「SK-133JW」発売
- 2010年 業界初　iPhoneで録画番組視聴可能なデジタル3波チューナー「MosterTV UBS3」発売
- 2010年 業界初　iPhoneで録画番組視聴可能なデジタル1波チューナー「MosterTV U1」発売
- 2012年 業界初　4番組同時録画対応TVチューナー「MonsterTV Evo.4」発売
- 2013年 業界初　USB3.0　1920×1080 60p対応　HDMIビデオキャプチャー「MonsterX U3.0R」発売
- 2013年 テレビが聴けるラジオ「地デラジ」発売
- 2013年 生島ヒロシの声で操作ガイドオリジナルモデル「地デラジ」発売
- 2014年 3G通信対応 デジタルサイネージ専用端末 発売